# Гёдель, Эшер, Бах
«Гёдель, Эшер, Бах: эта бесконечная гирлянда» (англ. Gödel, Escher, Bach: An Eternal Golden Braid (сокращённо GEB)) — книга Дугласа Хофштадтера, удостоенная Пулитцеровской премии в номинации «Нехудожественная литература» (General nonfiction). Издательство представило книгу как «метафорическую фугу о разумах и машинах в духе Льюиса Кэрролла». Издана в 1979 году.
На поверхности книга исследует параллели в работах и биографиях логика Курта Гёделя, художника М. К. Эшера и композитора Иоганна Себастьяна Баха. На более глубоком уровне книга представляет подробное освещение концепций, на которых основываются математика, симметрия и разум.
Через иллюстрации и анализ в книге обсуждается то, как автореференция и формальные правила позволяют системам приобретать смысл, несмотря на то, что они составлены из «бессмысленных» элементов. Также книга описывает значение общения, способы представления и сохранения знаний, методы и ограничения символьного представления и даже фундаментальное понятие «значение».
В ответ на путаницу с трактовкой основной темы книги Хофштадтер отметил, что это книга не о математике, искусстве или музыке, а о том, как появляется познание на основе хорошо скрытых нейронных механизмов. В книге показана аналогия взаимодействия отдельных нейронов мозга для создания ощущения единого разума с социальной организацией колонии муравьёв.
На русском языке книга опубликована впервые в 2001 году в переводе Марины Эскиной, со специальным предисловием автора для русского издания.
Русское издание в 2002 было признано лауреатом конкурса «Лучшие книги года», проводимого ассоциацией книгоиздателей России.